# Gornji Stupnik
Gornji Stupnik is een plaats in de gemeente Stupnik in de Kroatische provincie Zagreb. De plaats telt 1821 inwoners (2001).